# Browningia
Browningia é um gênero botânico da família Cactaceae.

## Sinonímia
- Azureocereus Akers & H.Johnson
- Castellanosia Cárdenas
- Gymnocereus Rauh & Backeb.

## Espécies
Estão descritas 11 espécies:
- Browningia albiceps F.Ritter
- Browningia altissima (F.Ritter) Buxb.
- Browningia amstutziae (Rauh & Backeb.) Hutchison ex Krainz
- Browningia candelaris (Meyen) Britton & Rose
- Browningia chlorocarpa (Kunth) W.T.Marshall
- Browningia columnaris F.Ritter
- Browningia hernandezii Fern.Alonso
- Browningia hertlingiana (Backeb.) Buxb.
- Browningia microsperma (Werderm. & Backeb.) W.T.Marshall
- Browningia pilleifera (F.Ritter) Hutchison
- Browningia viridis (Rauh & Backeb.) Buxb.